# Diljá Ýr Zomers
Dilja Ýr Zomers (Hafnarfjörður, 11 november 2001) is een Nederlands-IJslands voetbalspeelster. Ze speelt als aanvaller voor SK Brann in de Noorse Toppserien.

## Clubcarrière
Dilja Ýr Zomers speelde in haar geboorteland voor FH Hafnarfjörður, Stjarnan Gardabaer en Valur Reykjavík. In 2022 ging ze bij het Zweedse BK Häcken haar eerste buitenlandse avontuur aan. Na één seizoen maakte ze de overstap naar competitiegenoot IFK Norrköping DFK. De trainer van IFK Nörrkoping, Tor-Arne Fredheim, beschreef Zomers als een speler die hij hoog in het vaandel had staan.club.
In 2023 verliet Zomers Zweden en tekende ze een contract bij het Belgische Oud-Heverlee Leuven. In haar eerste vier wedstrijden in Leuven maakte Zomers gelijk zes doelpunten. In haar debuutseizoen maakte Zomers 23 doelpunten in 27 wedstrijden.
In juli 2025 maakte Zomers de overstap naar het Noorse SK Brann.

## Statistieken
| Seizoen | Club                | Competitie     | Competitie | Competitie | Beker | Beker | Champions League | Champions League | Overig | Overig | Totaal | Totaal |
| Seizoen | Club                | Competitie     | Wed.       | Dlp.       | Wed.  | Dlp.  | Wed.             | Dlp.             | Wed.   | Dlp.   | Wed.   | Dlp.   |
| ------- | ------------------- | -------------- | ---------- | ---------- | ----- | ----- | ---------------- | ---------------- | ------ | ------ | ------ | ------ |
| 2017    | FH Hafnarfjörður    | Úrvalsdeild    | 12         | 0          | 1     | 0     | 0                | 0                | 0      | 0      | 13     | 0      |
| 2018    | FH Hafnarfjörður    | Úrvalsdeild    | 13         | 1          | 1     | 0     | 0                | 0                | 0      | 0      | 14     | 1      |
| 2019    | Stjarnan Gardabaer  | Úrvalsdeild    | 15         | 1          | 1     | 0     | 0                | 0                | 0      | 0      | 16     | 1      |
| 2020    | Valur Reykjavík     | Úrvalsdeild    | 11         | 1          | 2     | 0     | 2                | 0                | 1      | 0      | 16     | 1      |
| 2021    | BK Häcken           | Damallsvenskan | 14         | 5          | 3     | 1     | 4                | 0                | 0      | 0      | 21     | 6      |
| 2022    | BK Häcken           | Damallsvenskan | 6          | 1          | 4     | 1     | 0                | 0                | 0      | 0      | 10     | 2      |
| 2022    | IFK Norrköping DFK  | Damallsvenskan | 11         | 4          | 1     | 0     | 4                | 0                | 0      | 0      | 12     | 4      |
| 2023    | IFK Norrköping DFK  | Damallsvenskan | 12         | 1          | 1     | 0     | 0                | 0                | 0      | 0      | 13     | 1      |
| 2023/24 | Oud-Heverlee Leuven | Super League   | 27         | 23         | 0     | 0     | 0                | 0                | 0      | 0      | 27     | 23     |
| 2025/26 | SK Brann            | Toppserien     | 0          | 0          | 0     | 0     | 0                | 0                | 0      | 0      | 0      | 0      |
| Totaal  | Totaal              | Totaal         | 121        | 37         | 14    | 2     | 6                | 0                | 1      | 0      | 142    | 39     |

Bijgewerkt t/m 16 juli 2024.

## Interlandcarrière
Diljá Ýr Zomers speelde als jeugdinternational voor IJsland onder 17. In 2022 maakte ze haar debuut in de selectie van het seniorenteam van IJsland. Op 11 april 2023 maakte Zomers haar debuut voor IJsland door in de 61ste minuut in te vallen voor Ásta Árnadóttir tegen Zwitserland. Zomers werd ook opgeroepen voor de wedstrijden in de UEFA Women's Nations League. Op 1 december 2023 maakte Zomers tegen Wales haar eerste interlanddoelpunt door in de 79ste minuut op aangeven van Karólína Lea Vilhjálmsdóttir de 2-0 te maken. Zomers kwam ook tot scoren in een EK 2025 kwalificatieduel tegen Polen op 5 april 2024.
Zomers werd op 13 juni 2025 opgenomen in de IJslandse selectie voor op het EK 2025. IJsland verloor al haar wedstrijden, waarna Zomers en haar landgenoten waren uitgeschakeld.

## Privé
Zomers heeft een relatie met Fortuna Düsseldorf voetballer Valgeir Lunddal Friðriksson.